# Bomberstrom

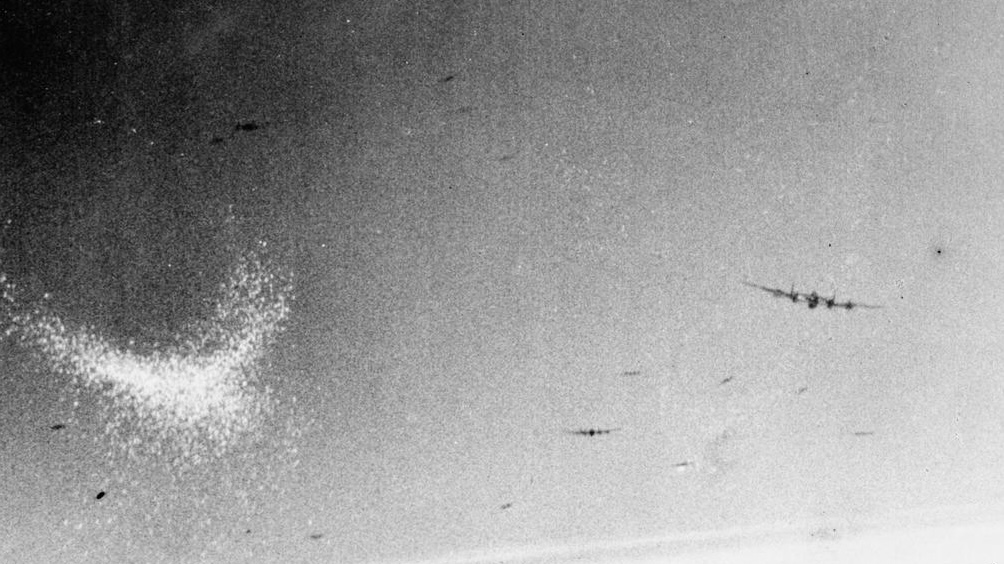
Eine Avro Lancaster innerhalb eines Bomberstroms

Der Bomberstrom (englisch: bomber stream) war ein taktisches Luftangriffskonzept, das vom Bomber Command der britischen Royal Air Force (RAF) im Zweiten Weltkrieg entwickelt wurde, um die deutschen Luftverteidigungsstellungen der Kammhuber-Linie zu überwinden.

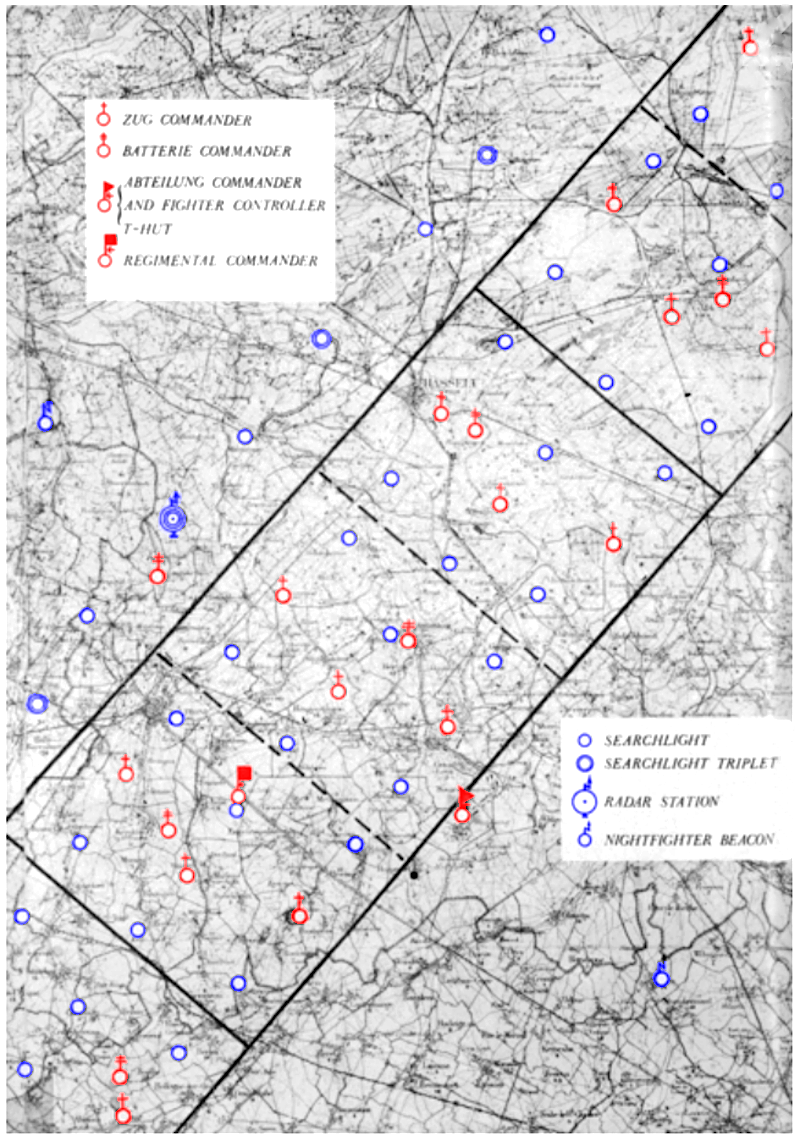
Originalkartenausschnitt der Himmelbett-Stellungen im Bereich Hasselt (Belgien)

Der Bomberstrom bestand aus einer Vielzahl von hintereinander gestaffelten Bomberverbänden. Das Ziel dieser damals neuartigen taktischen Maßnahme war es, die deutsche Luftverteidigungskapazität innerhalb einer einzelnen Verteidigungszone durch einen Masseneinsatz punktuell zu überfordern.
Der erste Einsatz des neuen, taktischen Bomberstromkonzeptes war der 1000-Bomber-Angriff gegen Köln in der Nacht vom 30. auf den 31. Mai 1942. Geschützt wurde der Bomberstrom durch boden- und luftgestützte elektronische Kampfführung (Tinsel, Serrate-Radarwarnempfänger, Windows, Airborne Cigar). Durch die Aufstellung der No. 100 Bomber Support Group Ende 1943 wurde die elektronische Kampfführung eigenständiger aufgestellt und  später wurden auch De Havilland DH.98 Mosquito und Bristol Beaufighter eingesetzt, die über Flugplätzen und Sammelpunkten deutschen Nachtjägern auflauerten oder mit dem Bomberstrom flogen.
Die Bomberstromtaktik erwies sich als sehr effizient und erfolgreich und wurde bis zu den letzten Tagen des Krieges angewendet, auch als eine zentral organisierte deutsche Flugabwehr längst nicht mehr existierte.